# Tisa (okręg Prahova)
Tisa – wieś w Rumunii, w okręgu Prahova, w gminie Sângeru. W 2011 roku liczyła 704 mieszkańców.